# Papampeta
Papampeta è una suddivisione dell'India, classificata come census town, di 9.308 abitanti, situata nel distretto di Anantapur, nello stato federato dell'Andhra Pradesh. In base al numero di abitanti la città rientra nella classe V (da 5.000 a 9.999 persone).

## Società

### Evoluzione demografica
Al censimento del 2001 la popolazione di Papampeta assommava a 9.308 persone, delle quali 4.945 maschi e 4.363 femmine. I bambini di età inferiore o uguale ai sei anni assommavano a 1.129, dei quali 571 maschi e 558 femmine. Infine, coloro che erano in grado di saper almeno leggere e scrivere erano 5.570, dei quali 3.379 maschi e 2.191 femmine.